# 尼古拉·科瓦切維奇
尼古拉·科瓦切維奇（1983年2月14日—）是一位塞爾維亞排球運動員。他代表塞爾維亞國家排球隊。他的弟弟烏羅什·科瓦切維奇也是一位排球運動員。他也代表塞爾維亞國家排球隊參賽。